# J.League Division 2 2011
Die J.League Division 2 2011 war die dreizehnte Spielzeit der japanischen J.League Division 2. An ihr nahmen zwanzig Vereine teil. Die Saison begann am 5. März und endete am 3. Dezember 2011; aufgrund des Tōhoku-Erdbebens am 11. März 2011 wurde der Wettbewerb nach nur einem Spieltag bis zum 23. April unterbrochen, die ausgefallenen Spiele wurden während der Saison nachgeholt.
Meister und damit Aufsteiger in die J.League Division 1 2012 wurde FC Tokyo. Neben Tokyo stieg auch der Vizemeister Sagan Tosu sowie der Drittplatzierte Consadole Sapporo auf.

## Modus
Die Vereine spielten ein Doppelrundenturnier aus; somit ergaben sich insgesamt 38 Partien pro Mannschaft. Für einen Sieg gab es drei Punkte, bei einem Unentschieden einen Zähler. Die Tabelle wurde also nach den folgenden Kriterien erstellt:
1. Anzahl der erzielten Punkte
2. Tordifferenz
3. Erzielte Tore
4. Ergebnisse der Spiele untereinander
5. Entscheidungsspiel oder Münzwurf

Die drei Vereine mit den meisten Punkten stiegen am Ende der Saison in die J.League Division 1 2012 auf.

## Teilnehmer
Insgesamt nahmen zwanzig Mannschaften an der Spielzeit teil, eine mehr als in der Spielzeit zuvor. Hierbei stiegen am Ende der Vorsaison drei Vereine in die Division 1 2011 auf. Meister Kashiwa Reysol konnte den zweiten Abstieg aus dem Oberhaus am Ende der Saison 2009 sofort reparieren, der Zweitplatzierte Ventforet Kofu stieg nach drei Jahren Division 2 zum zweiten Mal in die Division 1 auf; der Drittplatzierte Avispa Fukuoka wagte nach vier Jahren in der Division 2 seinen dritten Anlauf in der Division 1.
Die drei Aufsteiger wurden durch drei Vereine aus der Division 1 ersetzt. Tabellensechzehnter FC Tokyo spielte zuletzt in der Saison 1999 im Unterhaus, der Siebzehnte Kyōto Sanga kehrte nach drei Spielzeiten in die zweite Liga zurück und Schlusslicht Shonan Bellmare fand sich nach nur einem Jahr im Oberhaus erneut in der Division 2 wieder.
Vervollständigt wurde das Teilnehmerfeld durch Gainare Tottori, Meister der Japan Football League 2010.
| Verein                    | Stadt/Region         | Stadion                                     |
| ------------------------- | -------------------- | ------------------------------------------- |
| Consadole Sapporo         | Sapporo, Hokkaidō    | Sapporo Atsubetsu Stadium und Sapporo Dome1 |
| Ehime FC                  | Matsuyama, Ehime     | Ningineer Stadium                           |
| Fagiano Okayama           | Okayama, Okayama     | kanko Stadium2                              |
| Gainare Tottori           | Tottori, Tottori     | Tottori Bank Bird Stadium                   |
| FC Gifu                   | Gifu, Gifu           | Nagaragawa Stadium                          |
| Giravanz Kitakyūshū       | Kitakyūshū, Fukuoka  | Honjō Athletic Stadium                      |
| JEF United Ichihara Chiba | Chiba, Chiba         | Fukuda Denshi Arena                         |
| Kataller Toyama           | Toyama, Toyama       | Toyama Athletic Recreation Park Stadium     |
| Kyōto Sanga               | Kyōto, Kyōto         | Nishikyōgoku Athletic Stadium               |
| Mito HollyHock            | Mito, Ibaraki        | K's denki Stadium                           |
| Ōita Trinita              | Ōita, Ōita           | Ōita Bank Dome                              |
| Roasso Kumamoto           | Kumamoto, Kumamoto   | Kumamoto Athletics Stadium3                 |
| Sagan Tosu                | Tosu, Saga           | Best Amenity Stadium                        |
| Shonan Bellmare           | Hiratsuka, Kanagawa  | Hiratsuka Stadium                           |
| Thespa Kusatsu            | Kusatsu, Gunma       | Shoda Shoyu Stadium Gunma4                  |
| Tochigi SC                | Tochigi, Tochigi     | Tochigi Green Stadium                       |
| Tokushima Vortis          | Tokushima, Tokushima | Pocarisweat Stadium                         |
| FC Tokyo                  | Tokio                | Ajinomoto Stadium5                          |
| Tokyo Verdy               | Tokio                | Ajinomoto Stadium6                          |
| Yokohama FC               | Yokohama, Kanagawa   | NHK Spring Mitsuzawa Football Stadium7      |

Bemerkungen
1. Consadole Sapporo trug neun Heimspiele im Sapporo Atsubetsu Stadium und acht im Sapporo Dome aus. Zusätzlich dazu fand je ein Heimspiel im Muroran Irie Stadium in Muroran, Hokkaidō und im Hakodate Chiyogaidai Park Athletic Stadium in Hakodate, Hokkaidō statt.[2]
2. Fagiano Okayama trug ein Heimspiel im Tsuyama Athletics Stadium in Tsuyama, Okayama aus.[3]
3. Roasso Kumamoto trug zwei Spiele im Kumamoto Suizenji Stadium in Kumamoto aus.[4]
4. Thespa Kusatsu trug ein Heimspiel im Kumagaya Athletic Stadium in Kumagaya, Saitama aus.[5]
5. FC Tokyo trug drei Heimspiele im Olympiastadion Tokio sowie je ein Spiel im Komazawa Olympic Park Stadium und im Kumagaya Athletic Stadium in Kumagaya, Saitama aus.[6]
6. Tokyo Verdy trug vier Heimspiele im Olympiastadion Tokio und ein Spiel im Komazawa Olympic Park Stadium aus.[7]
7. Yokohama FC trug je ein Heimspiel im Nishigaoka Soccer Stadium in Tokio und im Olympiastadion Tokio aus.[8]

## Trainer
| Verein              | Cheftrainer                    |
| ------------------- | ------------------------------ |
| Consadole Sapporo   | Nobuhiro Ishizaki              |
| Mito HollyHock      | Tetsuji Hashiratani            |
| Tochigi SC          | Hiroshi Matsuda                |
| Thespa Kusatsu      | Hiroshi Soejima                |
| JEF United Chiba    | Dwight Lodeweges → Sugao Kambe |
| FC Tokyo            | Kiyoshi Ōkuma                  |
| Tokyo Verdy         | Ryōichi Kawakatsu              |
| Yokohama FC         | Yasuyuki Kishino               |
| Shonan Bellmare     | Yasuharu Sorimachi             |
| Kataller Toyama     | Takayoshi Amma                 |
| FC Gifu             | Takahiro Kimura                |
| Kyoto Sanga FC      | Takeshi Ōki                    |
| Gainare Tottori     | Takeo Matsuda                  |
| Fagiano Okayama     | Masanaga Kageyama              |
| Tokushima Vortis    | Naohiko Minobe                 |
| Ehime FC            | Ivica Barbarić                 |
| Giravanz Kitakyushu | Yasutoshi Miura                |
| Sagan Tosu          | Yoon Jong-hwan                 |
| Roasso Kumamoto     | Takuya Takagi                  |
| Oita Trinita        | Kazuaki Tasaka                 |

## Spieler
| Verein              | Spieler |
| ------------------- | --- |
| Consadole Sapporo   | Takahiro Takagi (2/0), Takuma Hidaka (25/0), Tiago (7/0), Ryūji Kawai (37/1), Bruno (6/0), Shunsuke Iwanuma (35/0), Jumpei Takaki (36/1), Makoto Sunakawa (38/2), Hiroki Miyazawa (34/4), Andrezinho (7/0), Diogo (15/3), Yoshihiro Uchimura (27/12), Hiroyuki Furuta (34/4), Lee Ho-seung (36/0), Yasuaki Okamoto (25/4), Hironobu Haga (13/0), Yōsuke Mikami (12/2), Tatsuya Yamashita (37/0), Junki Yokono (14/4), Kazuki Kushibiki (13/0), Shin’ya Uehara (25/2), Takuma Arano (2/0), Takurō Nishimura (1/0), Takayuki Mae (1/0), Yūsuke Kondō (38/7), Kazunari Okayama (5/0), Tatsuki Nara (7/0)                                                   |
| Mito HollyHock      | Kōji Homma (35/0), Yūki Okada (25/0), Sunao Hozaki (24/1), Kei Omoto (32/1), Hiroki Katō (26/2), Kenta Nishioka (38/0), Junki Koike (36/4), Shō Murata (35/1), Kōta Yoshihara (9/2), Keisuke Endō (27/1), Satoshi Tokiwa (22/4), Tatsuya Okamoto (24/3), Yūki Shimada (28/4), Masaya Suzuki (6/0), Taiki Tsuruno (3/0), Shō Kamimura (6/1), Tsukasa Shiotani (35/3), Jumpei Obata (17/0), Hironobu Ono (4/0), Romero Frank (31/3), Kenji Dai (5/0), Yūji Iida (1/0), Tsukasa Ozawa (29/5), Takayuki Suzuki (20/5) |
| Tochigi SC          | Kunihiro Shibazaki (7/0), Yoshiya Nishizawa (15/0), Yūki Ōkubo (26/0), Masashi Ōwada (21/0), Masayuki Ochiai (10/0), Toshikazu Irie (18/0), Paulinho (22/1), Kōji Hirose (32/1), Ricardo Lobo (36/12), Kazumasa Takagi (28/3), Kazuhisa Kawahara (29/2), Takumi Motohashi (12/1), Kōta Mizunuma (37/5), Takashi Kamoshida (7/0), Makoto Sugimoto (20/1), Shūto Suzuki (15/0), Choi Kun-sik (27/4), Hideyuki Akai (19/1), Takayuki Funayama (3/0), Hiroyuki Takeda (25/0), Tripodi (4/0), Hirofumi Watanabe (33/3), Masahiro Nasukawa (27/3), Tatsuya Onodera (9/0), Hirokazu Usami (17/0), Tomoyuki Suzuki (6/0), Shunsuke Tsutsumi (5/0), Sabia (20/6) |
| Thespa Kusatsu      | Kazuyuki Toda (11/1), Takafumi Mikuriya (33/2), Jun Tanaka (17/0), Hideyuki Nakamura (26/3), Kazuki Sakurada (26/1), Sōtarō Sada (13/0), Alex (34/9), Lincoln (22/4), Rafinha (15/5), Masafumi Maeda (5/1), Shingo Arizono (12/1), Shingo Kumabayashi (37/4), Kōhei Yamada (16/0), Yūsuke Hayashi (8/0), Satoru Hoshino (4/0), Hiroki Bandai (35/8), Ryō Gotō (26/5), Hiroto Yamamoto (7/0), Satoshi Hashida (5/0), Kazuma Kita (33/0), Takuya Nagata (28/1), Shōta Kobayashi (35/1), Hiroyuki Sugimoto (11/1), Tatsuki Kobayashi (17/3), Masaki Yanagawa (10/0), Yūki Matsushita (37/1)                                                                |
| JEF United Chiba    | Masahiro Okamoto (38/0), Masataka Sakamoto (22/0), Akira Takeuchi (36/7), Ryōta Aoki (28/0), Mark Milligan (29/1), Van Gessel (24/2), Yūto Satō (36/1), Aaroy (20/5), Masaki Fukai (36/14), Matt Lam (6/0), Kōki Yonekura (35/7), Kei Yamaguchi (36/0), Keisuke Ōta (19/0), Yōhei Fukumoto (2/0), Takenori Hayashi (16/0), Kōta Aoki (22/1), Shinji Murai (18/2), Daisuke Itō (24/2), Yūichi Kubo (27/1), Shō Satō (2/0), Haruya Ide (1/0), Keiji Watanabe (15/0), Toshiya Fujita (4/0), Hideo Ōshima (9/3), Takayuki Chano (3/0) |
| FC Tokyo            | Hitoshi Shiota (18/0), Yūhei Tokunaga (37/3), Masato Morishige (37/6), Hideto Takahashi (32/4), Yasuyuki Konno (33/1), Takuji Yonemoto (1/0), Roberto Cesar (29/10), Yōhei Kajiyama (34/6), Tatsuya Suzuki (18/2), Sōta Hirayama (1/0), Hokuto Nakamura (24/0), Roberto (1/0), Pedro Junior (2/0), Genki Nagasato (8/2), Naohiro Ishikawa (23/3), Yōhei Ōtake (11/1), Shūichi Gonda (20/0), Naotake Hanyū (37/5), Takumi Abe (8/0), Sōtan Tanabe (31/5), Daiki Takamatsu (5/0), Kazumasa Uesato (17/1), Kenta Mukuhara (26/2), Tomokazu Nagira (1/0), Kōhei Shimoda (3/0), Jade North (4/0), Daisuke Sakata (10/1), Tatsuya Yazawa (37/5), Lucas (23/9) |
| Tokyo Verdy         | Yōichi Doi (2/0), Kensuke Fukuda (24/1), Masaki Yoshida (3/0), Apodi (12/0), Naoya Saeki (32/0), Tomo Sugawara (2/0), Hiroki Kawano (32/8), Yoshiaki Takagi (10/1), Ryūichi Hirashige (12/4), Takurō Kikuoka (35/8), Maranhao (27/9), Taira Inoue (10/3), Seitarō Tomisawa (17/0), Kazunori Iio (25/4), Yukio Tsuchiya (35/3), Yūsuke Mori (30/1), Takuma Abe (33/16), Kōta Fukatsu (17/1), Yūki Kobayashi (34/2), Takuya Wada (20/0), Shōhei Takahashi (28/1), Kazuki Hiramoto (11/0), Takahiro Shibasaki (36/0), Masahiko Ichikawa (7/1), Ryūji Sugimoto (1/0), Yūsuke Nakatani (16/1), Ryōta Kajikawa (3/0), Seiichirō Maki (14/3)                   |
| Yokohama FC         | Masayuki Yanagisawa (21/0), Tsuyoshi Hakkaku (10/0), Keiji Takachi (29/4), Eder (7/0), Fabinho (4/1), Franca (9/1), Hiroaki Namba (29/6), Kaio (29/9), Kazuyoshi Miura (30/0), Yōsuke Nozaki (35/6), Kazuya Iio (6/0), Tomohiko Miyazaki (28/1), Shin’ichi Terada (18/0), Gō Nishida (19/2), Masaki Watanabe (7/0), Masaaki Ideguchi (7/0), Kensuke Satō (32/0), Kenji Arabori (30/3), Yoshihito Fujita (31/3), Hiroshi Nakano (33/0), Park Tae-hong (25/0), Tsukasa Morimoto (16/1), Kentarō Seki (38/0), Masato Fujita (34/2), Kōsuke Onose (3/0) |
| Shonan Bellmare     | Shōma Kamata (20/0), Kentarō Ōi (36/2), Takahiro Yamaguchi (19/0), Kōhei Usui (31/3), Ryōta Nagaki (36/4), Naoya Ishigami (25/0), Kōji Sakamoto (35/6), Yutaka Tahara (25/7), Adiel (35/4), Yūki Maki (12/0), Yoshiki Hiraki (3/0), Daisuke Kikuchi (34/2), Han Kook-young (30/0), Ryūta Sasaki (31/3), Song Han-ki (1/0), Ken Iwao (8/0), Yūki Igari (1/0), Yōhei Nishibe (38/0), Yūya Nakamura (5/3), Kaoru Takayama (35/9), Wataru Endō (34/1), Naoto Matsuo (4/0), Isamu Matsuura (1/0), Lucas (15/2), Hwang Soon-min (5/0), Kento Fukuda (1/0), Yūzō Iwakami (1/0)                                                                                 |
| Kataller Toyama     | Keisuke Naitō (14/0), Shō Asuke (15/2), Kenjirō Ezoe (22/0), Tetsuya Funatsu (31/3), Makoto Nishino (27/0), Daisuke Asahi (38/6), Yōhei Ōnishi (37/1), Teruaki Kurobe (30/9), Takuya Kokeguchi (31/8), Yūya Nagatomi (6/0), Kai Hirano (21/2), Seo Yong-duk (29/1), Ryō Hiraide (26/0), Yūsuke Yada (27/0), Keisuke Kimoto (29/0), Naoto Yoshii (13/0), Yōsuke Ikehata (26/0), Ryōga Sekihara (15/0), Tatsumi Iida (17/0), Yūsuke Tanahashi (3/0), Takuya Yoshikawa (9/1), Yūki Matsubara (2/0), Taijirō Mori (12/1), Takamasa Sakai (2/0), Kenta Yoshikawa (20/0), Shunsuke Fukuda (19/2), Tatsuya Tsuruta (7/0)                                       |
| FC Gifu             | Kyōhei Noda (19/0), Akihiro Noda (37/0), Shūto Tanaka (36/2), Shin’ya Kawashima (14/1), Hideyoshi Akita (23/0), Kazunori Kan (25/1), Ri Han-jae (9/0), Efrain Rintaro (2/0), Kazuki Someya (29/2), Shōgo Shimada (38/6), Takuma Nagayoshi (11/1), Yūdai Nishikawa (37/6), Shun Nogaito (33/1), Kōichi Satō (36/7), Shinji Tominari (1/0), Hikaru Mita (32/0), Tatsuya Murao (10/0), Suguru Hashimoto (31/0), Kazuki Murakami (8/0), Kazuto Sakamoto (11/0), Yūki Oshitani (33/9), Gorō Kawanami (10/0), Ryōhei Arai (19/0), Bruno (9/1), Hidemi Jinushizono (16/1)                                                                                      |
| Kyoto Sanga FC      | Yūichi Mizutani (38/0), Ryūsuke Sakai (28/0), Shun Morishita (31/0), Michitaka Akimoto (25/3), Alair (7/0), Yūta Someya (8/0), Jung Woo-young (31/1), Jun Andō (22/1), Dutra (30/6), Diego (8/0), Shingo Suzuki (4/1), Takumi Miyayoshi (27/7), Dan Howbert (7/0), Hiroki Nakayama (35/5), Takayuki Fukumura (19/0), Taisuke Nakamura (14/1), Kōken Katō (22/0), Yōhei Naitō (30/3), Kōhei Kudō (11/3), Yoshiaki Komai (25/1), Atsutaka Nakamura (25/3), Yūta Itō (20/3), Kim Seng-yong (8/0), Yūya Kubo (30/10), Takashi Uchino (20/0) |
| Gainare Tottori     | Atsushi Inoue (6/0), Eiichirō Ozaki (13/0), Hidenori Katō (24/0), Kenta Togawa (38/3), Toshihiro Hattori (35/0), Shōta Koide (34/2), Naoya Umeda (21/0), Hamed (27/4), Noriaki Sanenobu (37/9), Yūtarō Abe (13/1), Atsushi Mio (26/5), Tomoyuki Yoshino (20/1), Yasumichi Uchima (4/0), Kim Sun-min (17/1), Toshitaka Tsurumi (16/0), Nobutaka Suzuki (7/0), Takahiko Sumida (12/1), Tatsuyuki Tomiyama (1/0), Eijirō Mori (6/1), Katsunari Mizumoto (14/1), Yasuhiro Okuyama (34/0), Jeong Dong-ho (25/1), Akito Miura (14/0), Masato Fukui (11/3), Masayuki Okano (13/0), Yasushi Kita (15/0), Dodo (5/0), Kiyomitsu Kobari (32/0)                    |
| Fagiano Okayama     | Lee Chang-gang (1/0), Masahiko Sawaguchi (37/2), Keita Gotō (26/1), Tetsushi Kondō (21/0), Stoyanov (26/2), Ryūsuke Senoo (27/2), Takanori Chiaki (33/1), Hiroki Kishida (30/3), Tiago (26/8), Shin’ichirō Kuwada (2/0), Yūsuke Kobayashi (19/3), Ryōta Miki (1/0), Hiroyuki Ōmichi (1/0), Tadashi Takeda (24/2), Yūta Nakano (1/0), Masato Yamazaki (6/1), Kento Shiratani (12/3), Hidenori Mago (37/0), Hitoshi Usui (23/0), Ryūjirō Ueda (30/3), Ryō Tadokoro (14/0), Kim Min-kyun (35/4), Ren Sengoku (16/0), Yūgo Ichiyanagi (20/0), Shingo Kukita (27/4), Kōjirō Shinohara (3/0), Takayoshi Ishihara (27/1)                                       |
| Tokushima Vortis    | Takashi Miki (35/0), Naoki Wako (1/0), Elizeu (26/6), Hiroyuki Nishijima (35/4), Takaaki Tokushige (28/3), Kazuki Kuranuki (34/1), Douglas (22/4), Yūsuke Shimada (20/2), Tomohiro Tsuda (31/7), Yōichirō Kakitani (36/6), Takeshi Hamada (22/0), Takuya Muguruma (2/0), Daisuke Saitō (23/0), Yū Etō (37/4), Akihiro Satō (36/9), Keita Sugimoto (15/0), Bae Seung-jin (17/0), Oh Seung-hoon (34/0), Tsuyoshi Shimamura (25/5), Tatsuya Enomoto (4/0), Takashi Hirajima (10/0), Yūya Hashiuchi (11/0), Jun Marques Davidson (24/0), Kim Jong-min (1/0), Masahiro Ishikawa (1/0)                                                                        |
| Ehime FC            | Yūsuke Kawakita (32/0), Mitsuyuki Yoshihiro (8/1), Kazuhito Watanabe (30/0), Kazunari Ōno (17/0), Daiki Tamori (25/1), Takanori Maeno (33/2), Kenta Uchida (26/2), Josimar (25/5), Kyōhei Sugiura (25/2), Kengo Ishii (32/4), Eigo Sekine (22/1), Takuya Mikami (4/0), Tatsurō Hagihara (4/0), Shūichi Akai (14/1), Shunsuke Ōyama (30/2), Shōhei Ikeda (34/1), Ryōsuke Ochi (32/0), Susumu Ōki (5/1), Akishige Kaneda (2/0), Yūsei Ogasawara (11/0), Kenji Fukuda (22/1), Hiroshi Azuma (17/3), Manabu Saitō (36/14), Ryōta Takasugi (35/3), Kim Shin-young (10/0)                                                                                     |
| Giravanz Kitakyushu | Satoshi Nagano (28/2), Hiroyoshi Kuwabara (33/0), Yūki Fuji (27/0), Shin’ya Satō (1/0), Tomoaki Komorida (4/0), Yasuaki Ōshima (14/4), Yūya Sano (2/0), Tomoki Ikemoto (36/10), Mitsuhiro Seki (36/3), Kōta Morimura (33/3), Takaki Shigemitsu (3/0), Ryōji Fukui (33/3), Yūji Kimura (38/2), Daisuke Miyakawa (1/0), Hiroyuki Hayashi (31/9), Leonardo (32/5), Kōdai Yasuda (37/3), Takayuki Tada (27/0), Yūki Nagahata (2/0), Ryōsuke Kawanabe (10/0), Tōru Miyamoto (36/1), Yūta Hashimura (2/0), Kim Jong-pil (18/0), Shōgo Tokihisa (1/0), Yūya Satō (37/0)                                                                                        |
| Sagan Tosu          | Taku Akahoshi (19/0), Kōsuke Kitani (38/3), Keita Isozaki (35/0), Terukazu Tanaka (21/0), Tomotaka Okamoto (34/1), Yukihiro Yamase (7/0), Ryōta Nagata (14/0), Yōhei Toyoda (38/23), Kim Min-woo (28/7), Tatsunori Arai (12/1), Tatsurō Okuda (1/0), Nobuhisa Urata (12/0), Naoyuki Fujita (23/0), Ryūhei Niwa (28/2), Takahiro Kuniyoshi (24/1), Ryūnosuke Noda (26/3), Ken’ichirō Meta (5/0), Yeo Sung-hye (31/2), Takuya Muro (18/0), Kei Ikeda (35/7), Jun Yanagisawa (1/0), Ryōta Hayasaka (37/10), Shōhei Okada (12/0), Kim Byung-suk (17/4), Kōhei Kuroki (12/0), Kyōhei Kuroki (1/0)                                                            |
| Roasso Kumamoto     | Cho Song-jin (18/0), Tomonobu Hiroi (21/0), Edmilson (28/1), Tadayo Fukuō (17/0), Shōsuke Katayama (31/1), Taku Harada (36/2), Shun Nagasawa (33/8), Shōta Matsuhashi (5/1), Jun Uruno (9/0), Nozomi Ōsako (28/5), Kōsuke Taketomi (33/1), Atsushi Ichimura (35/1), Daisuke Yano (19/2), Kazuki Saitō (7/0), Yūta Minami (38/0), Kōsuke Yoshii (20/1), Shingo Nejime (27/4), Kazuto Tsuyuki (19/0), Masaaki Nishimori (15/0), Shun’ichi Tanaka (3/0), Fabio (35/3), Shun'ya Suganuma (17/0), Hayato Nakama (16/1), Song In-young (18/2), Tatsuya Tanaka (3/0)                                                                                           |
| Oita Trinita        | Keisuke Shimizu (32/0), Yūji Fujikawa (11/0), Yūji Sakuda (17/1), Kōhei Tokita (34/1), Kōki Kotegawa (2/0), Hironori Nishi (32/7), Kazushi Mitsuhira (23/5), Choi Jung-han (32/4), Yūdai Inoue (22/1), Takuma Nagayoshi (14/0), Lee Dong-myung (32/1), Shunsuke Maeda (30/8), Yasuhito Morishima (35/11), Ryōsuke Tone (22/0), Kang Song-ho (27/1), Akihiro Sakata (20/0), Tatsuya Ikeda (16/0), Ken Matsubara (10/0), Hirotaka Tameda (11/0), Kenta Tanno (6/0), Masashi Miyazawa (38/0), Shūto Kōno (18/0), Hirokazu Hasegawa (23/1), Yū Yasukawa (19/0)                                                                                              |

## Statistik

### Tabelle
| Pl.                    | Verein                    | Sp. | S  | U  | N  | Tore    | Diff. | Punkte |
| ---------------------- | ------------------------- | --- | -- | -- | -- | ------- | ----- | ------ |
| 1.                     | FC Tokyo (A)              | 38  | 23 | 8  | 7  | 067:220 | +45   | 77     |
| 2.                     | Sagan Tosu                | 38  | 19 | 12 | 7  | 068:340 | +34   | 69     |
| 3.                     | Consadole Sapporo         | 38  | 21 | 5  | 12 | 049:320 | +17   | 68     |
| 4.                     | Tokushima Vortis          | 38  | 19 | 8  | 11 | 051:380 | +13   | 65     |
| 5.                     | Tokyo Verdy               | 38  | 16 | 11 | 11 | 069:450 | +24   | 59     |
| 6.                     | JEF United Ichihara Chiba | 38  | 16 | 10 | 12 | 046:390 | +7    | 58     |
| 7.                     | Kyōto Sanga (A)           | 38  | 17 | 7  | 14 | 050:450 | +5    | 58     |
| 8.                     | Giravanz Kitakyūshū       | 38  | 16 | 10 | 12 | 045:460 | −1    | 58     |
| 9.                     | Thespa Kusatsu            | 38  | 16 | 9  | 13 | 051:510 | ±0    | 57     |
| 10.                    | Tochigi SC                | 38  | 15 | 11 | 12 | 044:390 | +5    | 56     |
| 11.                    | Roasso Kumamoto           | 38  | 13 | 12 | 13 | 033:440 | −11   | 51     |
| 12.                    | Ōita Trinita              | 38  | 12 | 14 | 12 | 042:450 | −3    | 50     |
| 13.                    | Fagiano Okayama           | 38  | 13 | 9  | 16 | 043:580 | −15   | 48     |
| 14.                    | Shonan Bellmare (A)       | 38  | 12 | 10 | 16 | 046:480 | −2    | 46     |
| 15.                    | Ehime FC                  | 38  | 10 | 14 | 14 | 044:540 | −10   | 44     |
| 16.                    | Kataller Toyama           | 38  | 11 | 10 | 17 | 036:530 | −17   | 43     |
| 17.                    | Mito HollyHock            | 38  | 11 | 9  | 18 | 040:490 | −9    | 42     |
| 18.                    | Yokohama FC               | 38  | 11 | 8  | 19 | 040:540 | −14   | 41     |
| 19.                    | Gainare Tottori (N)       | 38  | 8  | 7  | 23 | 036:600 | −24   | 31     |
| 20.                    | FC Gifu                   | 38  | 6  | 6  | 26 | 039:830 | −44   | 24     |
| Stand: Ende der Saison |                           |     |    |    |    |         |       |        |

|                                                                                   |                                                                                    |
| Aufstieg in die J.League Division 1 2012: FC Tokyo, Sagan Tosu, Consadole Sapporo |                                                                                    |
| (A)                                                                               | Absteiger aus der J.League Division 1 2010: FC Tokyo, Kyōto Sanga, Shonan Bellmare |
| (N)                                                                               | Neuling aus der Japan Football League 2010: Gainare Tottori                        |